# Craco
Craco er en by i provinsen Matera, der indgår i regionen Basilicata i Italien.
Byen blev grundlagt i 11. århundrede under navnet "Graculum", selv om det allerede var beboet siden 8. århundrede f.Kr.. Den gamle bydel blev forladt ca. 1960 efter jordskælv og emigration. I dag er det muligt at besøge byen, og der er tale om en almindelig turistattraktion. Gennem tiderne har Craco været ramme om en lang række spillefilm, som The Passion of the Christ af Mel Gibson, King David af Bruce Beresford, The Nativity Story af Catherine Hardwicke, Quantum of Solace af Marc Forster.